# Johan Georg 4. af Sachsen
Johan Georg 4. af Sachsen (tysk: Johan Georg IV. von Sachsen) (18. oktober 1668 i Dresden – 27. april 1694 i Dresden) var kurfyrste af Sachsen fra 1691 til 1694.

## Biografi
Johan Georg 4. var søn af den sachsiske kurfyrste Johan Georg 3. og Anna Sophie af Danmark. Han tilhørte den albertinske linje af Huset Wettin. I 1692 giftede han sig med Eleonore Erdmuthe af Sachsen-Eisenach. Han efterfulgte sin far som kurfyrste af Sachsen ved dennes død i 1691. Han blev efterfulgt som kurfyrste af sin bror, Frederik August (den senere August den Stærke af Polen.